# Kuzneckij rajon (Oblast' di Penza)
Il Kuzneckij rajon (in russo Кузнецкий район?) è un rajon dell'Oblast' di Penza, nella Russia europea; il capoluogo è Kuzneck. Istituito il 3 agosto 1928, ricopre una superficie di 2.100 chilometri quadrati.